# الأممية الثانية
الأممية الثانية (1889 - 1916) هي منظمة جمعت تحت لوائها عددًا من الأحزاب الاشتراكية والعمالية. أفضى اجتماعان متزامنان شاركت فيهما وفود ممثلة لعشرين دولة في باريس إلى تشكيل المنظمة في يوم 14 يوليو عام 1889. أخذت الأممية الثانية على عاتقها استئناف مهام الأممية الأولى المنحلة على الرغم من إقصائها للحركة الأناركية النقابية واسعة النفوذ. آثرت معظم الأحزاب الأوروبية الكبرى دعم دولها في الحرب العالمية الأولى، وذلك على الرغم من إعلان المنظمة عن معارضتها لجميع الأعمال الحربية بين القوى الأوروبية. توقفت الأممية عن العمل بعد تشرذمها إلى ثلاثة فصائل أحدها موالٍ للحلفاء والآخر موالٍ لدول المحور والثالث مناهض للحرب. توجهت الفصائل الباقية بعد انتهاء الحرب إلى تأسيس كل من الأممية العمالية والاشتراكية والاتحاد الأممي للأحزاب الاشتراكية ومنظمة الشيوعية الدولية.

## نبذة تاريخية

### المؤتمرات ما قبل التأسيسية (1881-1889)
نوقشت مسألة تأسيس منظمة أممية جديدة للمرة الأولى في المؤتمر الذي عقد في مدينة خور خلال شهر أكتوبر من عام 1881. ضم المؤتمر أعضاء من الحزب الاشتراكي الديمقراطي الألماني (إس بّي دي) وحزب الاشتراكيين البلجيكيين واتحاد العمال الاشتراكيين في فرنسا (إس إف آي أو)، فضلًا عن وفود سويسرية ناطقة باللغتين الفرنسية والألمانية ومندوبَين بولنديين ومندوب واحد عن روسيا وآخر عن المجر. لم يسفر المؤتمر عن تشكيل منظمة أممية جديدة في ذاك العام ولكن تقرر الاتفاق على وضع بيان اشتراكي جديد يجري اعتماده في اجتماعٍ لاحق. كان هذا المؤتمر يفتقر للتنظيم بشدة بحسب ما ذكره يوري ستيكلوف، ولذلك لم يولّد الثقة بإمكانية تأسيس أممية جديدة.
أدى الانقسام الفصائلي الحاصل بين الماركسيين والاحتماليين داخل اتحاد العمال الاشتراكيين في فرنسا إلى تعقيد الجهود الرامية إلى تأسيس أممية جديدة. ابتعد فصيل مستوحىً عن بول بروس (رغم عدم تأييده الدائم لهم) عن الاشتراكية الثورية منذ تأسيسه في عام 1879، واتجه نحو نهجٍ أكثر إصلاحية بحجة أنه ينبغي على الاشتراكيين السعي نحو تحقيق أي قدر ممكن من الإصلاحات في أي وقت من الأوقات دون الإحجام عن الاستفادة من الفرص الثورية. استنكر الفصيل الماركسي بزعامة جول غيد وبول لافارغ وبدعم من كارل ماركس وفريدريك إنجلز الفصيل الاحتمالي باعتباره فصيلًا انتهازيًا، وانسلخ الماركسيون عن اتحاد العمال ليؤسسوا حزب العمال الفرنسي المناوئ في عام 1882. كان كِلا الحزبان يطلقان على نفسيهما اسم حزب العمال وهو ما أثار لغطًا لدى العديدين، ولذلك فقد كانا معروفان عمومًا باسم الحزب الماركسي والحزب الاحتمالي.

## التحليل

### علاقتها بالأناركية
كان للأممية الثانية علاقة معقدة ومتغيرة مع الأفراد والجماعات الأناركية. يعود تاريخ الصراع ما بين الفصائل الأناركية والماركسية إلى أيام الأممية الأولى التي كثيرًا ما اتصفت باصطدام اشتراكيي الدولة (أي اللاساليين والماركسيين والبلانكيين) من جهة مع الأناركيين (أي التبادليين والجماعيين) من جهة أخرى. بلغت التوترات أوجها عقب مؤتمر لاهاي الذي عُقد في عام 1872، حين جرت محاولة لطرد ميخائيل باكونين وجيمس غيوم ونقل المجلس العام إلى مدينة نيويورك وهو ما عنى فعليًا حل المنظمة. حاول اشتراكيو الدولة الأمميون والأناركيون الانفصال والاستمرار بمفردهم، ولكن باءت مساعي هذين المعسكرين المتناحرين بالفشل في ظرف مدة زمنية لم تتجاوز الخمس سنوات.
عزفت الفصائل الأناركية والديمقراطية الاجتماعية عن العمل مع بعضها البعض نظرًا للانقسام الحاصل في عام 1872. رفضت المنظمات الأناركية المشاركة في مؤتمر خور لعام 1881، وآثرت عقد مؤتمر منفصل في لندن بدلًا من ذلك. أفضى ذلك المؤتمر إلى تشكيل الرابطة الأممية العمالية الشعبية أو الأممية «السوداء». وبالتالي لم تشارك المنظمات الأناركية في النقاشات التي تمخض عنها تشكيل الأممية الثانية في عام 1889. ومع ذلك شغلت عدة شخصيات أناركية مناصب في الأممية الثانية وشكل الأناركيون الفصيل المهيمن ضمن العديد من المنظمات التي كانت ظاهريًا ماركسيةً وفي توجهها على غرار الرابطة الديمقراطية الاشتراكية. وعلى الرغم من المناصب التي احتلها الأناركيون كمندوبين والترحيب الظاهري الذي لاقوه في أول مؤتمرين للمنظمة فقد واجهت التعابير المرتبطة بالأفكار الأناركية الطمس والقمع في أغلب الأحيان، وفي إحدى الحوادث تعرض الأناركي فرانشيسكو سافيريو ميرلينو للتعنيف على يد مجموعة من المندوبين الآخرين ولكن تمكن مندوبو الرابطة الاشتراكية البريطانية من صدهم وحمايته.
استُبعدت الفصائل والشخصيات الأناركية رسميًا من مؤتمر زيورخ لعام 1893، وهو ما دفع العديد من الأحزاب الديمقراطية الاشتراكية إلى طرد فصائلها الأناركية. كان هنالك محاولة للعدول عن القرار في مؤتمر لندن لسنة 1896. إذ حضر هذا المؤتمر عدد من الشخصيات الأناركية من أمثال إريكو مالاتيستا وكريستيان كورنيليسن، والذين حظوا بدعم عدة شخصيات ماركسية من أمثال كير هاردي وتوم مان وويليام موريس الذي كان المرض قد أنهكه. هيمن النقاش حول الأناركية على أجواء المؤتمر ولكن لم يُوفق الأناركيون في محاولتهم لإلغاء القرار القاضي بإقصائهم.

### النقد البلشفي
حظيت عدة شخصيات بلشفية من أمثال فلاديمير لينين ونيكولاي بوخارين بشهرة دولية واسعة خلال سنوات الحرب نظرًا للانتقادات التي وجهتها للأممية نتيجة عجز الأخيرة عن تنسيق صف المعسكر المناوئ للحرب. استند لينين وبوخارين في نقدهما على النظرية الإمبريالية وربطا صعود رأس المال الاحتكاري والأرباح الإمبريالية الطائلة بالنزعات الإصلاحية والإمبريالية الاجتماعية التي نادت بها العديد من الأحزاب السياسية التي كانت مؤيدة للحرب. كان البلاشفة يعتقدون بأن الرأسماليين الاحتكاريين عملوا على إنشاء كتل وطنية ضخمة من رأس المال بغية تقسيم العالم في ما بينهم. أدت هذه العملية إلى خلق أرباح طائلة من خلال التعريفات الجمركية أو كأثر جانبي لتصدير رأس المال. حُولت هذه الأرباح الطائلة المأخوذة من المناطق المُستعمرة إلى البلدان المتقدمة وحينها مُنح جزء منها إلى أبناء الطبقة الأرستقراطية العاملة كـ«رشوة» على شكل زيادة في الأجور. اعتبر البلاشفة أن هذه الطبقات العمالية عالية الكفاءة والحاصلة على امتيازات خاصة والمنظمة ضمن نقابات مهنية تشكل تهديدًا للحركة العمالية لأن أفرادها سيحاولون الوصول إلى مناصب قيادية من أجل نيل أجور أعلى على حساب غيرهم من البروليتاريين. كذلك اعتقد لينين وبوخارين أن قيادة الأممية (ولا سيما ضمن الأحزاب المؤيدة للحرب) تألفت بمعظمها من أبناء الطبقة الأرستقراطية العاملة أو أولئك الذين تأثروا بأيديولوجيتهم.
كان لدى لينين عدد من الانتقادات الأكثر تحديدًا في ما يخص قادة الأممية ممن وقفوا إلى جانب الأحزاب المؤيدة للحرب، وذلك على الرغم من اختزال النقد العام الذي وجهه البلاشفة للأممية بفرضيتهم حول الأرستقراطية العاملة. إذ كان لينين يعتقد بوجود أيديولوجيتين مؤيدتين للحرب في صفوف الأممية الثانية ألا وهما منظري «من أشعل فتيل الحرب؟» الممثلين من قبل جورجي بليخانوف وفصيل «الشوفينيين التصالحيين المنمقين» الممثلين من قبل كارل كاوتسكي. اتفق بليخانوف عمومًا مع سياسة الوفاق ورأى تحريض الألمان على الحرب عملًا إجراميًا ينبغي على التحالف الدولي معاقبتهم عليه. رأى كاوتسكي أن مبدأ تقرير المصير الوطني أعطى كل بروليتاريا وطنية الحق في الدفاع عن نفسها بما في ذلك اللجوء إلى استخدام العنف ضد البروليتاريين الآخرين. اعتبر لينين أن هذين الموقفين مثّلا محاولات مختلفة لعقلنة الأيديولوجيا الأرستقراطية العمالية.